# イージー・イー
エリック・リン・ライト（Eric Lynn Wright 、1964年9月7日 - 1995年3月26日）はイージー・イー（Eazy-E）の芸名で知られるアメリカ合衆国の音楽プロデューサー、ラッパー、実業家(レーベル経営者）。ヒップホップ・グループN.W.A.での活動のほか、ソロ活動、レコード・プロデュース、レーベル経営を行った。ファンからは、「ギャングスタ・ラップのゴッドファーザー」とも呼ばれことがあった。カリフォルニア州コンプトンで生まれ、10年生の時に高校を退学し、主に麻薬の売買で生計を立て、その後ルースレス・レコードを設立。イージーはラッパーとなった。
ルースレスのアーティストであるアイス・キューブが「ボーイズ・ン・ザ・フッド」を書くと、イージーは、アイス・キューブとドクター・ドレーとともにN.W.A.を結成。後にDJイェラ、MCレン、アラビアン・プリンスがグループに加わり、N.W.A.はアルバム『N.W.A.アンド・ザ・ポッセ』をリリースした。
1988年に最大のヒット作であり、問題作ともなった『ストレイト・アウタ・コンプトン』を発表。イージーがドクター・ドレーを契約から解放した後、グループはさらに二枚のアルバムを発表し、その後解散した。イージーが影響を受けたのは主に1970年代のファンク・グループ、同時代のラッパー、リチャード・プライヤーらのコメディアンたちだった。音楽批評家の一部は、イージーの持つ独特のラップ・スタイルを評価した。NWAの代表曲には「アイド・ラザー・ファック・ユー」などがあり、同曲はイージーEのベスト盤にも収録されている。

## 来歴
イージー・イーこと、エリック・リン・ライトは1964年9月7日、ギャングの活動と犯罪で悪名高いカリフォルニア州ロサンゼルス郊外のコンプトンに生まれた。
父親は郵便局員、母親は小学校の関係者だった。ライトは高校を中途退学したが、後に高校卒業資格を取得している。ライトはN.W.A以前は主に麻薬を売ることで生計を立てていた。後にN.W.Aのマネージャーとなるエージェント、ジェリー・ヘラーは、ライトがマリファナを売っていたことを認めている。ヘラーが回想録『ルースレス』で述べているように、ライトが「ドープ・ディーラー」として振る舞っていたのは自分自身の身を守るためでもあった。ライトはまた「サグ（Thug。暴漢・チンピラの意）」としても知られていた。ジェリー・ヘラーは白人で、過去にグランド・ファンク・レイルロード、ハンブル・パイ、ブラック・オーク・アーカンソー、カーリー・サイモン、ヴァン・モリソン、キャット・スティーヴンスらの代理人を務めた、大ベテランのエージェントだった。ヘラーにはアイス・キューブらから、NWAを搾取したのではないかという批判が寄せられていた。ヘラーは2016年に心臓麻痺で死去している。
ジェリー・ヘラーは以下のように語っている。
ストリートでは誰もが仮面をつけなくてはならなかった。丸腰で生き延びた者はいない。役柄が必要である。「サグ(Thug)」か、「ラッパー(Playa)」か「アスリート」、「ギャングスタ(Gangsta)」か、「麻薬の売人(Dope Man)」のどれかになることになる。さもなければ残された役目は「犠牲者」だ。
「彼の育った地区は危険な場所だった。彼は身長が低かった。"サグ"というのはストリートでは広く認識された役割だった。また彼は、2006年に発売された著書で、NWAは売り上げがとても大きかったので、印税は1ドルについて25セントだった。自身がNWAを金銭的に搾取したとの根強い噂について否定し、メンバーは正当な分配を受けていたと弁明している。
1986年、22歳のときに、ライトは25万ドル（4200万円）を麻薬売買で稼いでいたとされる。しかし、いとこが銃殺されたことをきっかけに、当時急速に成長していたロサンゼルスのヒップホップ・シーンでもっといい暮らしができると考え、1980年代中期に親のガレージで曲をレコーディングし始めた。イージーとジェリー・ヘラーが出資して、「Ruthless Records」が設立された。
N.W.Aは、ドクター・ドレーとアイス・キューブが"Boyz-n-the-Hood"を作った時に結成された。メンバーには後にDJイェラ、MCレン、アラビアン・プリンスも加わった。コンピレーション・アルバムである『N.W.A. and the Posse』は1987年11月6日にリリースされ、ゴールド（50万枚）となった。
翌年、1988年9月16日にはイージーのデビュー・アルバム『Eazy-Duz-It』がリリース。当時の宣伝文句は「ウエスト・コースト・ヒップホップ、ギャングスタ・ラップ、ヒップホップの黄金時代」だった。売れ行きはアメリカ国内だけで250万枚以上、ビルボード200では41位まで上がった。プロデュースはドクター・ドレーとDJイェラが行い、リリックの多くはMCレン、アイス・キューブ、ザ・D.O.C.が書いた。
『Eazy-Duz-It』はN.W.A最大の問題作『Straight Outta Compton』への道を切り開いた。その中のイージーのソロ曲は『8 Ball』のリミックスのみで、元々は『N.W.A and the Posse』の中の曲だった。『Straight Outta Compton』でイージーは8曲でラップし、4曲の作詞を手伝った。しかしリリース後、グループ内の対立によりアイス・キューブが脱退、グループは4人組で続くことになった。
N.W.Aは1991年にミニ・アルバム『100 Miles and Runnin'』とアルバム『Niggaz4Life』を発表。シングル『100 Miles and Runnin'』と『Real Niggaz』がリリースされると、N.W.Aとアイス・キューブの間でお互い歌での罵り合いが始まる。アイス・キューブは死刑に関する曲『No Vaseline』で応戦している。イージーはアルバム『Niggaz4Life』の12曲のうち7曲でラップしている。
1991年3月、イージーは当時のアメリカ合衆国大統領ジョージ・ブッシュから共和党の昼食会に招待された。共和党のイベントに出演したこのライブには、批判も寄せられた。イージーの代理人は、湾岸戦争においてイージーのラップ作品が兵士たちのストレス発散の役割を果たしたことで、彼は大統領を助けたとしている。
ジェリー・ヘラーがバンドのマネージャーになると、N.W.Aは徐々に不仲となった。ドクター・ドレーは「ジェリー・ヘラーがかかわるようになって亀裂が入った。彼は分割統治でゲームを支配したんだ。みんなを世話するんじゃなく、一人だけを依怙贔屓して、その対象がイージーだった。イージーは"俺はいい目を見てるんだから、それでいいや"ってなもんだった」と当時の様子を振り返っている。
ドレーはイージーとヘラーの関係を疑い、シュグ・ナイトを送り込んでイージーの経済的状況を調べさせた。ドレーは「Ruthless Records」と自分との契約を解除してくれるようにイージーに頼んだが、イージーは拒絶した。そして、『Niggaz4life』レコーディング中のスタジオでシュグ・ナイトとイージーの間で修羅場が起こる。イージーが頑としてドレーの解放を断ると、シュグ・ナイトはヘラーを車に監禁してあるんだぞとイージーに言った。それでもイージーはドレーを手放すことを拒んだので、ナイトはイージーに、イージーの母の住所が書いてある紙切れを見せながら「お前の母親がどこにいるか知ってるぞ」と脅迫した。さすがのイージーも書面にサインせざるを得ず、とうとうN.W.Aは解散に追い込まれた。
ドレーの処女作『The Chronic』の中の一曲にイージーを侮辱するリリックが含まれていたため、イージーとドレーの仲たがいは続いた。イージーはEP『It's On (Dr. Dre) 187um Killa』の中の"Real Muthaphuckkin G's"と"It's On"で応戦した。1993年9月23日に発表されたそのアルバムにはドレーが10代のころにメンバーだった、エレクトロ・ラップ・グループ「ワールド・クラス・レッキン・クルー」時代の、レースの衣装を着てメーキャップをほどこした、ドレーの写真が載せられていた。

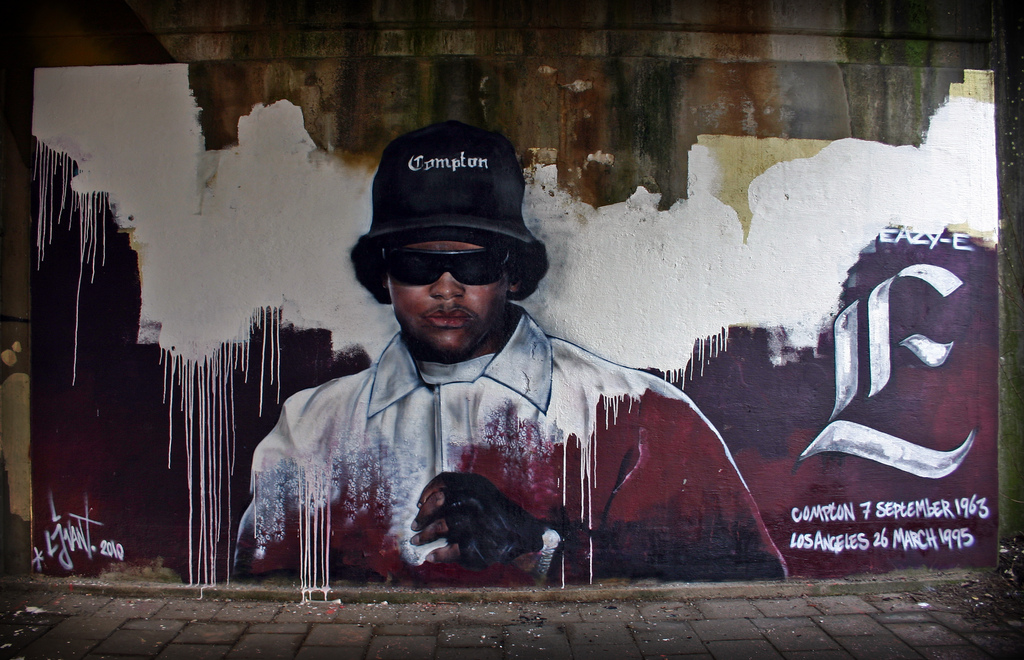

1995年2月24日、イージーはぜんそくの症状が悪化したためロサンゼルスのシーダース・シナイ病院に入院したが、そこでエイズの診断を下される。同年3月16日にイージーは自分の病状を公表。イージーの初めての性交渉は12歳の時であり、その後6人の女性との間に7人の子供を儲けていた。診断が下されて1か月後の1995年3月26日、アメリカ西部時間の午後6時35分、イージーはエイズの合併症により30歳で死去した。死去に際しては、エイズ感染が「異性間の感染である」という声明が発表された。当時はエイズがゲイが感染する病気との知識が広まっていたため、異性間の性交による感染を強調したものと見られた。
イージーは病に倒れる1週間ほど前、ドクター・ドレーやスヌープ・ドッグと電話で和解していた（ドレーが病院に駆け付けた時、イージーは既に意識が無かった）。3月20日にイージーはファンに向けて最後のメッセージを送っている。死後、イージーはカリフォルニア州ウィッティアにあるローズ・ヒル記念公園に埋葬された。1995年11月、イージーの遺作アルバム『Str8 off tha Streetz of Muthaphukkin Compton』がリリースされた。
イージーEに影響を与えたのはアイスT、レッド・フォックス、キング・ティー、ブーツィー・コリンズ、ランDMC、リチャード・プライアー、エジプシャン・ラヴァー、スクーリーD、Too $hort、プリンス、シュガーヒル・ギャング、そしてジョージ・クリントンである。『The Life and Timez of Eric Wright』というドキュメンタリーの中でイージーEは、これらのアイドルたちといつか仕事がしたいと発言していた。
遺作『Str8 off tha Streetz of Muthaphukkin Compton』のレビューにおいて、スティーヴン・トーマス・アールワインは、「イージーEは復活したように聴こえる。しかし、その音楽はあまり想像力に富んではいない。」と書いている。
Allmusic の『Eazy-Duz-It』のレビューでジェイソン・バーチマイアーは、以下のように語っている。
「プロダクションにおいてドクター・ドレーとDJイェラはPファンクとデフ・ジャム・スタイルのヒップホップ、そして1980年代ロサンゼルスのエレクトロ・サウンドを融合し、緻密でファンキーな、真に独創的なスタイルを創造した。それは1988年においては本当に革命的に響いたものだった」
N.W.Aのメンバー、アイス・キューブ、The D.O.C.、MCレンはアルバム『Eazy-Duz-It』のリリックを書いた。EP『5150: Home 4 tha Sick』の中にはノーティー・バイ・ネイチャーの書いた曲が含まれている。『Merry Muthaphuckkin' Xmas』という曲はMenajahtwa、Buckwheat、Atban Klannをゲスト・ヴォーカリストに迎えており、 『Neighborhood Sniper』ではコケインがゲストだった。『It's On (Dr. Dre) 187um Killa』はGangsta Dresta、B.G. Knocc Out、Kokane、Cold 187um、Rhythum D、Dirty Redをフィーチャーしている。『Str8 off tha Streetz of Muthaphukkin Compton』はB.G. Knocc Out、Gangsta Dresta、Sylk-E. Fyne、Dirty Red、Menajahtwa、ロジャー・トラウトマン、元N.W.AメンバーのMCレン、DJイェラをゲストに迎えている。
イージーの才能について、ドレーは「彼はアート・キャラクターだった」と述べている。イージーは「ギャングスタ・ラップのゴッドファーザー」と呼ばれている。MTVのリード・シャヒームはイージーが「ラップのパイオニア」だったと言う。彼は批評家たちにより伝説と見なされる場合もある。
彼のすべてのスタジオ・アルバムとEPはビルボード200にチャート・インした。彼の多くのシングル"Eazy-Duz-It" "We Want Eazy" "Real Muthaphuckkin G's""Just tah Let U Know"なども同様だ。1995年3月30日、イージーEの死の四日後、ミシガン・デイリー誌の芸術編集員トム・エラーワインはイージーの生涯に関する特集記事を掲載した。

## ディスコグラフィ

### ソロ作品
- 1988 Eazy-Duz-It
- 1992 5150: Home 4 tha SICK
- 1993 It's On (Dr. Dre) 187um Killa
- 1995 Str8 off tha Streetz of Muthaphukkin Compton
- 2002 Impact of a Legend
- 2007 Featuring...Eazy-E

### N.W.A作品
- 1987 N.W.A. and the Posse
- 1988 Straight Outta Compton
- 1990 100 Miles and Runnin'
- 1991 Niggaz4Life

## 書籍
- ソーレン・ベイカー『ギャングスター・ラップの歴史 スクーリー・Dからケンドリック・ラマーまで』塚田桂子訳・解説、DU BOOKS、2019年9月。